# Матиас Гонсалес
Матиас Гонсалес (на испански: Matías González) е уругвайски футболист, защитник.

## Кариера
През цялата си кариера той играе за клуб Серо от Монтевидео. Гонсалес също така има 30 мача за националния отбор на Уругвай, от 1949 до 1956 г. През 1950 г. той става световен шампион. На победния шампионат е един от тримата представители на Серо. Ключов играч в защитата на Уругвай.
Участва и в 3 шампионата на Южна Америка – през 1949, 1953, 1955 г. Бронзов медалист през 1953 г.

## Отличия

### Международни
Уругвай
- Световно първенство по футбол: 1950